# Kinderton
Kinderton var en civil parish från 1894 till 1936 då den blev en del av Sproston, Middlewich, Bradwall, Tetton, Byley, Stanthorne och Wimboldsley, i grevskapet Cheshire, i England. Civil parish var belägen 11 km från Crewe och hade 432 invånare år 1931. Byar nämndes i Domedagsboken (Domesday Book) år 1086, och kallades då Cinbretune.